# Rezolucija Vijeća sigurnosti UN-a 1047
Rezolucijom Vijeća sigurnosti UN-a 1047, jednoglasno usvojenom 29. veljače 1996., nakon pozivanja na rezolucije 808 (1993.), 827 (1993.), 936 (1994.) i 955 (1994.), Vijeće je imenovalo Louise Arbour za tužiteljicu Međunarodnog kaznenog suda za Ruanda (ICTR) i Međunarodni kazneni sud za bivšu Jugoslaviju (ICTY).
Vijeće je primilo na znanje ostavku bivšeg tužitelja, Richarda Goldstonea, s učinkom od 1. listopada 1996., i odlučilo da mandat Louise Arbour, kanadske sutkinje, počinje tog datuma.

## Vanjske poveznice
| Wikizvor | Engleski Wikizvor ima izvorni tekst na temu: United Nations Security Council Resolution 1047 |